# The Mortuary Assistant
The Mortuary Assistant è un videogioco horror del 2022 sviluppato da DarkStone Digital e pubblicato da DreadXP. I giocatori controllano un assistente appena assunto in un obitorio infestato da demoni e fantasmi.

## Modalità di gioco
I giocatori impersoneranno Rebecca, un'assistente di un obitorio che imbalsama i cadaveri sotto la sorveglianza del suo capo, Raymond. I giocatori devono impegnarsi negli aspetti banali di questo lavoro evitando la possessione demoniaca nell'obitorio infestato. Ciò comporta jumpscares ed enigmi. Si gioca da una prospettiva in prima persona. I giocatori devono identificare correttamente quali cadaveri sono posseduti, il demone che li possiede ed eseguire l'esorcismo corretto per sopravvivere. Ha finali multipli, e un nuovo finale è stato aggiunto nel luglio 2023.

## Sviluppo
Brian Clarke è stato lo sviluppatore di The Mortuary Assistant, con sede nel Connecticut . In precedenza aveva lavorato su giochi di ruolo online multigiocatore di massa . I progetti di Clarke includevano video online inquietanti e film di metraggio, in particolare Paranormal Activity . Un prototipo è uscito nel 2020 e Clarke rimase sorpreso nello scoprire che molte persone avrebbero voluto una simulazione completa di un'imbalsamazione. Dopo aver studiato l'imbalsamazione, la implementò per lo più in modo realistico. DreadXP lo ha pubblicato su Windows il 2 agosto 2022 e su Switch il 20 aprile 2023. Un adattamento cinematografico è stato annunciato nel settembre 2022. DreadXP ha affermato che si concentrerà sulla "narrativa generale" piuttosto che replicare elementi o finali di gioco specifici.

## Pubblicazione
Al momento dell'uscita, è diventato un bestseller su Steam . The Mortuary Assistant, ha ricevuto recensioni contrastanti su Metacritic . Nonostante affermi che è breve e "un po' ruvido", GamesRadar ha affermato che la sua atmosfera compensa queste carenze. Polygon lo ha definito "un po' goffo" e ha detto che gli enigmi possono creare confusione, ma ha ritenuto che "fornisca una serie di spaventi divertenti" pur essendo una simulazione soddisfacente. Bloody Disgusting ha elogiato il contenuto del gioco ma ha affermato di aver riscontrato molti problemi tecnici.